# 三民主義
三民主義（さんみんしゅぎ、拼音: Sān Mín Zhǔyì）とは、1906年に孫文が発表した中国革命の基本理論であり、また後にまとめられて出版された理論書である。これは、中国国民党の基本綱領として採用され、中華民国憲法にその趣旨が記載されている。

## 概要
1905年に中国同盟会が創設されたときに「韃虜の駆除・中華の回復・民国の建立・地権の平均」の「四綱」が綱領として採択され、孫文はこれを民族（韃虜の駆除・中華の回復）・民権（民国の建立）・民生（地権の平均）の三大主義と位置づけた。そして1906年に「四綱」を「三民主義」へと改めた。1924年1月から8月まで、孫文は16回にわたって三民主義の講演をおこない、民生主義の部分が孫文の病死によって未完のままに終わったが、講演内容は『三民主義』にまとめられ出版された。
孫文は三民主義が民族主義、民権主義、民生主義の3つから成り立つと述べた。そしてこれが中国の国際的地位や国内的地位の平等化を可能とする救国主義でもあると主張している。

## 民族主義
民族主義は満洲族である清王朝を打倒して民族の独立をめざす事を意味し、辛亥革命、国共合作を経て欧米列強の帝国主義による半植民地状態からの脱出と、漢民族と少数民族の平等を意味する五族共和へと発展する。国家の団結を確立することが民族主義であり、これは国族主義でもある。

## 民権主義
民権主義は主権在民で五権憲法による民主主義を達成した共和国設立を意味する。五権とは、「司法」「立法」「行政」の三権に、官吏の採用システムたる「考試」と官吏の監察システムたる「監察」の二権を加えたものである。民権主義の意義とはこのような政府の権限を人民が選挙権、罷免権、創制権、複決権の4つの民権で人民が政治を適切に管理することにある。

## 民生主義
民生主義は経済的な不平等を改善し、国家主導で近代化と社会福祉を充実させることを意味して、地権平均を原則に掲げて大土地所有や私的独占資本を制限して農民への土地の再分配を強調した。その解決のためには土地問題への取組みや国家資本による産業育成、そして人民への利益配分が必要であると論じる。